# Yohannes III
Yohannes III, död 1873, var kejsare av Etiopien mellan 1840 och 1841, 1845, och 1850-1851.